# Ministère fédéral du Travail (Allemagne)
Pour les articles homonymes, voir Ministère fédéral du Travail.

Le ministère fédéral du Travail et des Affaires sociales (Bundesministerium für Arbeit und Soziales, BMAS) est le ministère du Gouvernement fédéral allemand chargé de l’emploi et de la politique sociale.
Il est dirigé depuis le 6 mai 2025 par la social-démocrate Bärbel Bas.

## Mission
Le ministère est responsable de la politique en matière :
- d’emploi et de marché du travail ;
- de protection sociale et d’intégration ;
- de retraites.

### Organisation
C’est une administration fédérale suprême, organisée, depuis l’ordonnance du chancelier fédéral du 22 novembre 2005, en sept sections :
- section Z : Section centrale ;
- section I : Affaires générales, avenir de l’État social, innovation et information ;
- section II : Marché du travail, emploi des étrangers, assurance-chômage ;
- section III : Droit du travail, protection de l’emploi ;
- section IV : Sécurité sociale, assurance-retraite, Code social, allocations ;
- section V : Handicapés, résinsertion, aide sociale ;
- section VI : Politiques sociales et de l’emploi en Europe et dans le monde.

Le ministre fédéral est assisté de trois secrétaires d’État (Staatssekretäre) et deux secrétaires d’État parlementaires (parlamentarische Staatssekretäre).
Le budget fédéral attribue au ministère 124,410 milliards d’euros pour 2007.

## Histoire

### Empire et République de Weimar
L’office impérial du Travail (Reichsarbeitamt) est créé le 4 octobre 1918 par décret impérial ; il reçoit les compétences en matière de marché du travail et de protection sociale, qui sont détachées de l’office impérial de l’Économie, créé l’année précédente. Il était dirigé par un secrétaire d’État responsable devant le chancelier impérial.
À l’issue de la proclamation de la république, il devient le 13 février 1919 le ministère du Reich au Travail.

### Troisième Reich
Le ministère perd de son influences et de ses compétences sous le régime nazi ; ainsi le Service du travail du Reich (Reichsarbeitdienst) passe en 1934 sous la tutelle du ministère du Reich à l’Intérieur.

### Après la Seconde Guerre mondiale
Lors de la fondation de la République fédérale, il est recréé sous le nom de ministère fédéral du Travail, puis du Travail et de l’Ordre social.
La transformation la plus importante de l’histoire du ministère fut sa scission en 2002, lors de la constitution du cabinet Schröder II : le portefeuille de la politique de l’emploi fut rassemblé avec celui de la politique économique pour créer le ministère fédéral de l’Économie et du Travail, un « superministère » confié à Wolfgang Clement ; la politique sociale fut jointe à la politique de santé sous la direction d’un ministre fédéral de la Santé et de la Sécurité sociale, Ulla Schmidt. La répartition traditionnelle fut reprise et le ministère recréé en 2005 dans le cabinet Merkel.

## Liste des ministres chargés du travail et de la protection sociale depuis 1949
| Nom                                                                  | Nom                                    | Dates du mandat | Dates du mandat | Parti | Cabinet(s)                     |
| -------------------------------------------------------------------- | -------------------------------------- | --------------- | --------------- | ----- | ------------------------------ |
|                                                                      | Anton Storch                           | 20/09/1949      | 29/10/1957      | CDU   | Adenauer I et II               |
|                                                                      | Theodor Blank                          | 29/10/1957      | 26/10/1965      | CDU   | Adenauer III, IV et V Erhard I |
|                                                                      | Hans Katzer                            | 26/10/1965      | 21/10/1969      | CDU   | Erhard II Kiesinger            |
|                                                                      | Walter Arendt                          | 22/10/1969      | 14/12/1976      | SPD   | Brandt I et II Schmidt I       |
|                                                                      | Herbert Ehrenberg                      | 26/12/1976      | 28/04/1982      | SPD   | Schmidt II et III              |
|                                                                      | Heinz Westphal                         | 28/04/1982      | 01/10/1982      | SPD   | Schmidt III                    |
|                                                                      | Norbert Blüm                           | 04/10/1982      | 26/10/1998      | CDU   | Kohl I, II, III, IV, V         |
|                                                                      | Walter Riester                         | 27/10/1998      | 22/10/2002      | SPD   | Schröder I                     |
|                                                                      | Wolfgang Clement Économie et Travail   | 22/10/2002      | 18/10/2005      | SPD   | Schröder II                    |
|                                                                      | Ulla Schmidt Santé et Sécurité sociale | 22/10/2002      | 18/10/2005      | SPD   | Schröder II                    |
|                                                                      | Franz Müntefering                      | 22/11/2005      | 21/11/2007      | SPD   | Merkel I                       |
|                                                                      | Olaf Scholz                            | 21/11/2007      | 27/10/2009      | SPD   | Merkel I                       |
|                                                                      | Franz Josef Jung                       | 28/10/2009      | 27/11/2009      | CDU   | Merkel II                      |
|                                                                      | Ursula von der Leyen                   | 30/11/2009      | 17/12/2013      | CDU   | Merkel II                      |
|                                                                      | Andrea Nahles                          | 17/12/2013      | 28/09/2017      | SPD   | Merkel III                     |
|                                                                      | Katarina Barley (intérim)              | 28/09/2017      | 14/03/2018      | SPD   | Merkel III                     |
|                                                                      | Hubertus Heil                          | 14/03/2018      | 06/05/2025      | SPD   | Merkel IV Scholz               |
|                                                                      | Bärbel Bas                             | 06/05/2025      | En fonction     | SPD   | Merz                           |
| Titre du portefeuille : - Depuis 2005 : Travail et Affaires sociales |                                        |                 |                 |       |                                |